# Арсений Голенишчев-Кутузов
Арсѐний Арка̀диевич Голенѝшчев-Куту̀зов (на руски: Арсений Аркадьевич Голенищев-Кутузов) е руски поет, писател и благородник (граф).
Роден е на 7 юни (26 май стар стил) 1848 година в Царское село, Санктпетербургска губерния, в семейството на висшия чиновник Аркадий Голенишчев-Кутузов от стария благороднически род Голенишчеви-Кутузови. След смъртта на баща си през 1859 година живее в Москва, започва да следва право в Московския университет и се дипломира през 1871 година в Санктпетербургския университет. Започва да публикува през 1869 година, а в средата на 70-те постига известност в руските литературни среди. След продължителен престой в имението на майка си в Тверска губерния (1877 – 1888) се връща в столицата, където е банкер, а от 1895 година до края на живота си оглавява личната канцелария на императрица Мария Фьодоровна. Има консервативни политически възгледи и се включва в дясната партия Руско събрание.
Арсений Голенишчев-Кутузов умира на 10 февруари (28 януари стар стил) 1913 година в Санкт Петербург.